# غوستاف هنري بوناتي
غوستاف هنري بوناتي (1873-1927) (بالإنجليزية: Gustave Henri Bonati)‏ هو عالم نبات فرنسي.